# Oxygyne hyodoi
Oxygyne hyodoi là một loài thực vật có hoa trong họ Burmanniaceae. Loài này được C.Abe & Akasawa mô tả khoa học đầu tiên năm 1989.